# Cantone di Coulanges-sur-Yonne
Il Cantone di Coulanges-sur-Yonne era una divisione amministrativa dell'arrondissement di Auxerre.
È stato soppresso a seguito della riforma complessiva dei cantoni del 2014, che è entrata in vigore con le elezioni dipartimentali del 2015.
Comprendeva i comuni di:
- Andryes
- Coulanges-sur-Yonne
- Crain
- Étais-la-Sauvin
- Festigny
- Fontenay-sous-Fouronnes
- Lucy-sur-Yonne
- Mailly-le-Château
- Merry-sur-Yonne
- Trucy-sur-Yonne